# 沈家楨
沈 家楨（しん かてい、1891年 - 1972年）は、陳式太極拳の中国武術家。
清国江蘇省南通の出身。幼き頃より武術を好む。
辛亥革命の時は、武昌ほう起に参加する。南北講和後は、北平平漢鉄路局勤務。過労により病む。
楊健侯に楊式太極拳を学び、数年後に回復する。健侯没後は、子の楊澄甫に引き続き学ぶ。
1928年より陳発科から陳式太極拳を10年学ぶ。その後北平国術館董事長を務める。
中華人民共和国成立後は、浙江省建築公司に顧問工程師として勤務する。
晩年は太極拳の普及に努める。
著書には、「太極拳精義」、「陳式太極拳」、「行功太極拳」などあり。